# 圣路易斯-杜基通迪
圣路易斯-杜基通迪（葡萄牙語：São Luís do Quitunde）是巴西阿拉戈斯州的一个市镇。总面积404.01平方公里，总人口26070人，人口密度64.5人/平方公里。